# Deir al-'Asal al-Fauqa
Deir al-'Asal al-Fauqa (àrab: دير العسل الفوقا, Dayr al-ʿAsal al-Fawqā) és una vila palestina de la governació d'Hebron, a Cisjordània, situada 6 kilòmetres a l'oest d'Hebron. Segons l'Oficina Central Palestina d'Estadístiques tenia 2.110 habitants el 2016.

## Etimologiia
Segons Palmer, el nom Deir el ’Asl vol dir "el monestir de mel".

## Història
En 1838 hi havia assenyat un Deir el-'Asl com a lloc "en ruïnes o desert," part de l'àrea entre les muntanyes i Gaza, però subjecte a la governació d'el-Khulil. En 1883 el Survey of Western Palestine del Fons per a l'Exploració de Palestina hi va trobar "fonaments i munts de pedres, coves, cisternes i una ermita en ruïnes, aparentment, de l'època romana d'Orient."
En el cens de Palestina de 1931 la població de la vila, anomenada Kh. Der el Asal el Gharbiya, era comptada amb la de Dura.
Després de la Guerra araboisraeliana de 1948 i els acords d'armistici de 1949, Deir al-'Asal al-Fauqa va quedar sota un règim d'ocupació jordana. Des de la Guerra dels Sis Dies en 1967, Deir al-'Asal al-Fauqa ha romàs sota ocupació israeliana.
En març de 2013 Yusef a-Shawamreh, un noi de 14 anys de la vila que va anar amb uns altres dos travessant el Mur de Cisjordània prop del poble per recollir gundèlia en part de la terra de la seva família a l'oest de la barrera, va ser assassinat per soldats israelians, estacionats per evitar el pas no autoritzat a través del Mur. Segons una investigació de les Forces de Defensa d'Israel, a-Shawamreh i els seus amics van fer un forat al mur abans de passar. Després de passar per la tanca, els soldats els van cridar per aturar-se. Quan van intentar escapar, els soldats van disparar cap a la cama d'a-Shawamreh, però van tocar erròniament la cintura, causant la seva mort. Per tant, els soldats no van ser processats. B'Tselem va criticar aquesta decisió, al·legant que a-Shawamreh va ser disparat sense previ avís, i que, en qualsevol cas, la decisió de posar els soldats una emboscada prop de la tanca i disparar als que passaven era il·legal.